# L. Shankar
Shankar Lakshminarayana znany jako L. Shankar, Shankar, pseud. Shenkar (ur. 26 kwietnia 1950 w Ćennaju) – indyjsko-amerykański skrzypek, multiinstrumentalista, śpiewak, kompozytor, producent muzyczny pochodzenia tamilskiego.

## Życiorys

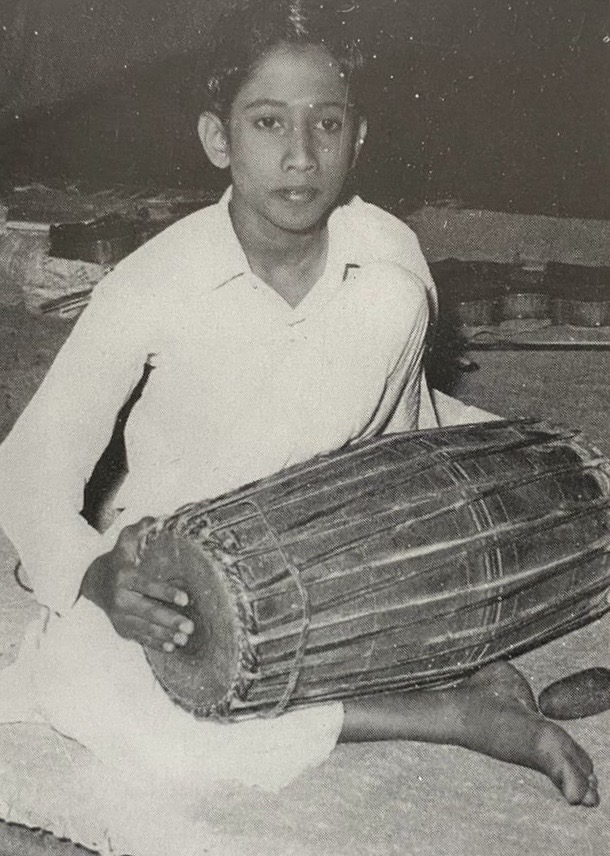
Młody L. Shankar gra na mridandze

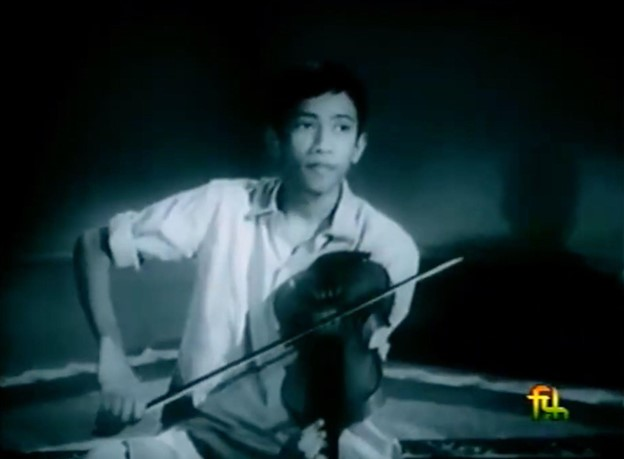
L. Shankar (około 1963 roku)

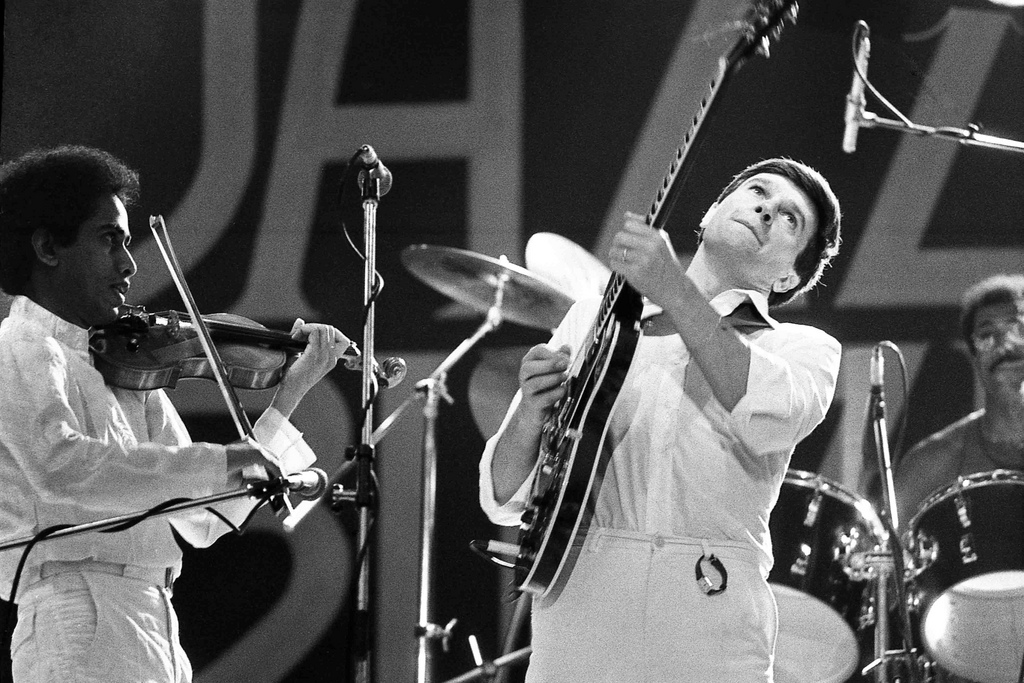
L. Shankar i John McLaughlin (1978)

Jest z pochodzenia Tamilem, ma pięcioro rodzeństwa; jego ojcem i nauczycielem był skrzypek, śpiewak i wykładowca V. Lakshminarayana, a matką – L. Seethalakshmi, która także była śpiewaczką i grała na winie. Wychowywał się w Dżafnie na Sri Lance. Był cudownym dzieckiem, uczył się śpiewu od drugiego roku życia, gry na skrzypcach – od piątego, a od siódmego – gry na mridandze. Od młodości poznawał muzykę karnatacką oraz inne rodzaje muzyki, w tym m.in. twórczość Elvisa Presleya, Milesa Davisa oraz europejską muzykę klasyczną. Swój pierwszy koncert dał w wieku siedmiu lat w świątyni Nallur Kandaswamy na Sri Lance. Rodzina wyemigrowała do Indii w 1958 roku na fali zamieszek etnicznych (zob. pogrom Tamilów (1958)).
W 1958 roku L. Shankar i jego bracia: L. Vaidyanathan i L. Subramaniam oraz Palghat Mani Iyer (mistrz gry na mridandze) uformowali zespół The Violin Trio, który odegrał znaczącą rolę w historii muzyki karnatyckiej XX wieku. Grupa nawiązała współpracę z takimi artystami, jak: Alathur Srinivasa Iyer, Chembai Vaidyanatha Bhagavatar, Semmangudi Srinivasa Iyer. W 1969 roku zaproponowano mu stanowisko wykładowcy na Wesleyan University, przeprowadził się wówczas do Stanów Zjednoczonych, przyjął propozycję uczelni, studiował tamże etnomuzykologię i pisał doktorat pt. The Art of Violin Accompaniment in South Classical Indian Music, który ukończył w 1974 roku. Zaprzyjaźnił się z Johnem McLaughlinem, którego uczył grać na winie i grał w nim w zespole Turiyananda Sangeet, które z czasem zmieniło się w zespół Shakti. Założył go z Johnem McLaughlinem, nagrali razem trzy albumy. Koncertował po Indiach z Zakirem Hussainem i T.H. Vinayakramem. W 1977 roku dał 246 koncertów. 
Po okresie gry w Shakti m.in. współpracował z Frankiem Zappą jako skrzypek. Jego debiutancki album Violin Ecstasy ukazał się w 1978 roku nakładem EMI (His Master's Voice). Drugi album Touch Me There z 1979 roku wyprodukował Frank Zappa, który napisał także teksty utworów oraz był współtwórcą muzyki. Od 1980 roku realizował głównie swoją karierę solową. W 1982 roku z brytyjską kompozytorką Caroline założył pop-rockowy zespół Sadhu, nazwany od imienia jego królika, przemianowany po jego śmierci na The Epidemics.
W okresie współpracy z ECM (albumy w tej wytwórni wydał w latach 1980–1989) koncertował z takimi muzykami, jak: Ed Blackwell, Don Cherry, Jack DeJohnette, Jan Garbarek, Trilok Gurtu, Zakir Hussain, Keith Jarrett, Naná Vasconcelos, Kenny Wheeler. W 1991 roku zainicjował Lakshminarayana World Music Festival, który w zamyśle miał być hołdem złożonym jego zmarłemu ojcu; z materiałów zarejestrowanych na tymże festiwalu powstał film dokumentalny produkcji BBC pt. Bombay And All That Jazz w reżyserii H.O. Nazaretha z 1992 roku. Od 1996 roku współpracował z Gingger Shankar w duecie, występowali razem m.in. na uroczystości 80-lecia urodzin Nelsona Mandeli.
Przed 2020 rokiem zaczął używać pseudonimu Shenkar, który zmienił z „Shankar” częściowo ze względów numerologicznych. W 2024 roku odbyła się trasa koncertowa na 50-lecie zespołu Shakti, ale nie został na nią zaproszony, koncertował jednakże z dawnym członkiem zespołu Shakti, Vikku Vinayakramem, jego synem i wnukiem oraz Fazalem Qureshim w tymże roku w Mumbaju.
Mieszka w Nowym Jorku na Manhattanie. Najczęściej występuje w Ameryce Północnej i Europie.

## Nagrody
- Best Violinist Award od Madras Music Academy[6]
- Nagroda Grammy za ścieżkę dźwiękową do filmu Ostatnie kuszenie Chrystusa[6] (1988[19])

## Twórczość

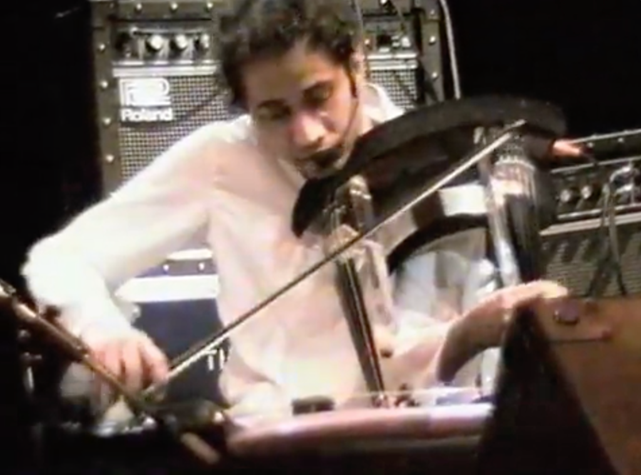
L. Shankar gra na podwójnych skrzypcach (1990)

Tworzy, nagrywa i koncertuje w obrębie różnych gatunków muzycznych: klasycznej muzyki indyjskiej (łączy wpływy muzyki karnatyckiej i hindustańskiej), popu, rocka, dance, jazzu. Jego głos ma skalę pięciu oktaw.
Na jego albumach z muzyką rozrywkową gościnnie pojawili się m.in.: Ginger Baker, Natasha Bedingfield, Phil Collins, Stewart Copeland, Jonathan Davis, Peter Gabriel, Randy Jackson, Patrick Leonard, Patrick Monahan, Van Morrison, Bruce Springsteen, Toto, John Waite, Frank Zappa.
Artyści i zespoły, które z nim współpracowały to m.in. Jeff Beck, Eric Clapton, Echo & The Bunnymen, Marianne Faithful, George Harrison, Michael Jackson, Elton John, John Lydon, Madonna, Stephen Perkins, Lou Reed, Talking Heads, The Pretenders, David A. Stewart, Sting, Pete Townsend, Steve Vai.
Był współautorem wszystkich kompozycji dla trzech albumów Shakti z Johnem McLaughlinem. Nagrał 8 albumów w wytwórni ECM. Sprzedał ponad 100 mln kopii swoich albumów (zob. dyskografia L. Shankara).
Stworzył liczne filmowe ścieżki dźwiękowe, m.in. współtworzył z Peterem Gabrielem ścieżkę dźwiękową do Ostatniego kuszenia Chrystusa Martina Scorsese, która zdobyła Nagrodę Grammy. Napisał także m.in. muzykę do Oscarowego filmu dokumentalnego Przeznaczone do burdelu, współtworzył muzykę do filmu Drabina Jakubowa czy Hidalgo – ocean ognia.
W latach 70. XX wieku korzystał z kontrabasu, wiolonczeli, altówki i skrzypiec – aby nie było konieczne wożenie ich wszystkich postanowił stworzyć nowy instrument – podwójne skrzypce. Zaprojektował dziesięciostrunowe skrzypce elektryczne z dwoma gryfami o skali pokrywającej kontrabas, wiolonczelę, skrzypce i altówkę (na jednym gryfie skala odpowiada kontrabasowi i wiolonczeli, natomiast na drugim – altówce i skrzypcom; możliwa jest gra jednym smyczkiem na obu gryfach równocześnie), które zbudował dla niego Ken Parker. Stworzenie prototypu zajęło Shankarowi cztery lata, instrument został zbudowany w 1980 roku, nazwał go L Shankar Double Violin (LSD), ale pierwszym albumem z wykorzystaniem nowego instrumentu był już Who's to Know z 1980 roku; muzyk zagrał na nim także na debiutanckim albumie Phila Collinsa pt. Face Value. Druga wersja została mu skradziona, a trzecia powstała około 2015 roku. Czwarta wersja podwójnych skrzypiec została zbudowana w 2023 przez Johna Jordana.
Gra także na gitarze, gitarze basowej oraz instrumentach klawiszowych. W swoim nowojorskim mieszkaniu oprócz skrzypiec ma syntezator i tanpurę.

### Dyskografia

#### Albumy zShakti
- Shakti with John McLaughlin(inne języki) (1976[22])
- A Handful Of Beauty(inne języki) (1977[13])
- Natural Elements(inne języki) (1977[13])

#### Albumy solowe i ze współpracami
- Violin Ecstasy (1978[10], LP[11])
- Touch Me There(inne języki) (1979[7])
- Who's to Know(inne języki) (1980[10])
- Vision(inne języki) (z Janem Garbarkiem, 1983[10])
- Song for Everyone(inne języki) (z Janem Garbarkiem, 1984[10])
- The Epidemics(inne języki) (1985[10])
- Do What You Do (jako The Epidemics, 1986[10])
- Eye Catcher (jako The Epidemics, 1987[10])
- Galaxy (1989[10])
- Nobody Told Me (1989[10])
- Pancha Nadai Pallavi (1989[7][10])
- M.R.C.S. (1989[10])
- Soul Searcher (1990[10])
- Raga Aberi(inne języki) (1995[7])
- Enlightenment (z Gingger Shankar(inne języki), 1999[10])
- Eternal Light (2000[10])
- One In A Million (1999[10])
- Celesrial Body (2004[10])
- Udistam (z Patrickiem Leonardem, 2006[10])
- Open The door (2007[10])
- In A Box (2012[10])
- The Revelation (2013[10])
- Champion (2014[10])
- Transcend (2015[10])
- Face To Face (2019[10])
- In My Heart (2015[10])
- Chepleeri Dream (2020[2])
- Christmas from India (2021[10])
- Over The Stars (2024[10])
- Full Moon (2024[10])

#### Minialbumy
- Radiotronics (2016[10])

#### Single
- Himalaya (1982[10])
- Lighthouse (2013[10])
- You've Shown Me (2014[10])
- Champion (2014[10])
- On My Mind (2015[10])
- Day To Live (2023[10])
- Thinking About You (2023[10])